# David Zindell
Œuvres principales
- Inexistence
- Cycle d'Ea

David Zindell, né le 28 novembre 1952 à Toledo dans l'Ohio, est un écrivain américain de science-fiction et de fantasy. 

## Biographie
Vivant dans l'État du Colorado où il a fait ses études, David Zindell a commencé à publier au début des années 1980.

## Œuvres

### Romans

#### Cycle Neverness
- Inexistence, J'ai lu, coll. Science-fiction, no 2691, 1989 ((en) Neverness, Donald I. Fine Inc, 1988), trad. Jean-Pierre Pugi  (ISBN 2-277-22691-2)
- Un Requiem pour l'homo sapiens (trilogie) :

1. Le Dieu brisé, 1993
  1. Danlo (Le Dieu brisé, Tome I), Florent Massot presente, coll. Espace infini, no 6, 2003 ((en) The Broken God, Bantam Spector, 1993), trad. Marianne Thirioux  (ISBN 2-84588-072-3)
  2. Le Dieu brisé (Le Dieu brisé, Tome II), Florent Massot presente, coll. Espace infini, no 7, 2003 ((en) The Broken God, Bantam Spector, 1993), trad. Marianne Thirioux  (ISBN 2-84588-073-1)
2. (en) The Wild, 1995
3. (en) War in Heaven, 1998

#### Cycle d'Ea
- The Lightstone :

1. Le Neuvième Royaume (Le Cycle d'Ea, Tome I), Fleuve noir, coll. Rendez-vous ailleurs, no 30, 2005 ((en) The Ninth Kingdom, Harper Voyager, 2001), trad. Marie-Hélène Méjean-Bernaille  (ISBN 2-265-07892-1)
2. L'Épée d'argent (Le Cycle d'Ea, Tome II), Fleuve noir, coll. Rendez-vous ailleurs, no 58, 2008 ((en) The Silver Sword, Harper Voyager, 2001), trad. Marie-Hélène Méjean-Bernaille  (ISBN 2-265-07893-X)

- The Lord of Lies :

1. Le Seigneur des mensonges (Le Cycle d'Ea, Tome III), Fleuve noir, coll. Rendez-vous ailleurs, no 64, 2009 ((en) The Lord of Lies, Harper Voyager, 2003), trad. Marie-Hélène Méjean-Bernaille  (ISBN 2-265-07890-5)
2. L'Énigme du Maîtreya (Le Cycle d'Ea, Tome IV), Fleuve noir, coll. Rendez-vous ailleurs, no 69, 2009 ((en) The Lord of Lies, Harper Voyager, 2003), trad. Marie-Hélène Méjean-Bernaille  (ISBN 2-265-07891-3)

- Black Jade :

1. Le Jade noir (Le Cycle d'Ea, Tome V), Fleuve noir, coll. Rendez-vous ailleurs, no 77, 2010 ((en) Black Jade, Harper Voyager, 2005), trad. Marie-Hélène Méjean-Bernaille  (ISBN 2-265-07888-3)
2. Le Gardien de la pierre (Le Cycle d'Ea, Tome VI), Fleuve noir, coll. Rendez-vous ailleurs, no 91, 2011 ((en) Black Jade, Harper Voyager, 2005), trad. Marie-Hélène Méjean-Bernaille  (ISBN 2-265-07889-1)

- Les Guerriers de diamant (Le Cycle d'Ea, Tome VII), Fleuve noir, coll. Rendez-vous ailleurs, no 94, 2011 ((en) The Diamond Warriors, Harper Voyager, 2007), trad. Marie-Hélène Méjean-Bernaille  (ISBN 2-265-07886-7)

### Nouvelles
- Shanidar, 1987 ((en) Shanidar, 1985), trad. Jean-Pierre PugiParue initialement dans L. Ron Hubbard Presents Writers of the Future, anthologie d'Algis Budrysvol, Bridge Publications ; in Univers 1987, J'ai lu, coll. Science-fiction, no 2165